# Symphonie no 3 de Honegger
Pour les articles homonymes, voir Symphonie no 3.
Symphonie Liturgique

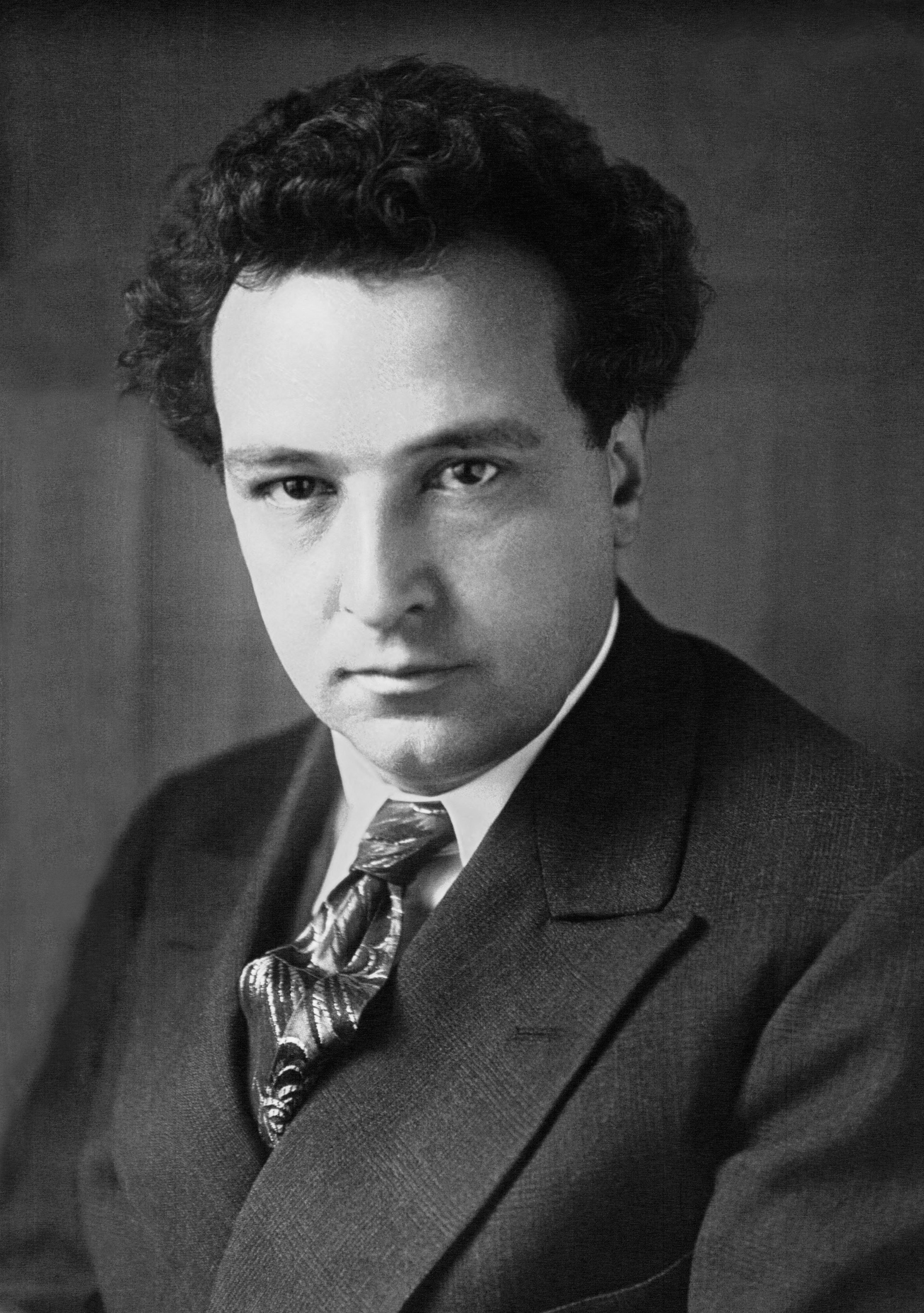
Arthur Honegger

La Symphonie no 3 (H. 186) ou Symphonie Liturgique d'Arthur Honegger est une œuvre orchestrale, la troisième de ses cinq symphonies. Elle fut composée d'octobre 1945 à avril 1946 à l'instigation de la communauté de travail « Pro Helvetia » et a été créée le 17 août 1946 à Zurich sous la direction de Charles Munch.

## Analyse
De toutes les symphonies de Honegger, la troisième est la plus développée. Elle est également la seule à comporter un programme explicite d'un point de vue philosophique. L'auteur a ainsi déclaré : « J'ai voulu symboliser la réaction de l'homme moderne contre la marée de barbarie, de stupidité, de souffrance, de machinisme, de bureaucratie qui nous assiège ... J'ai figuré musicalement le combat qui se livre dans son cœur entre l'abandon aux forces aveugles qui l'enserrent et l'instinct du bonheur, l'amour de la paix, le sentiment du refuge divin ». C'est ce qui explique l'ordonnancement et les titres des trois mouvements autour des versets du Requiem liturgique. Les trois mouvements sont les suivants :
1. Dies iræ : Allegro marcato
2. De profundis clamavi : Adagio
3. Dona nobis pacem : Andante

L'œuvre, par sa structure, peut être rapprochée de la Sinfonia da Requiem du compositeur britannique Benjamin Britten. La symphonie dure environ 29 minutes.

## Instrumentation
| Instrumentation de la Symphonie nº 3                                                                                          |
| Cordes |
| premiers violons, seconds violons, altos, violoncelles, contrebasses                                                          |
| Bois |
| 1 piccolo, 2 flûtes, 2 hautbois, un cor anglais, deux clarinettes (si bémol) une clarinette basse, 2 bassons, un contrebasson |
| Cuivres |
| 4 cors, 3 trompettes, 3 trombones, un tuba                                                                                    |
| Clavier |
| Piano |
| Percussion |
| timbales, triangle, cymbales, grosse caisse, tam-tam, caisse roulante                                                         |

## Sources
- François-René Tranchefort (direction), Guide de la musique symphonique, Paris, Fayard, 1986, 896 p. (ISBN 2-213-01638-0), p. 364-365